# 徐哲
徐哲（1907年—1992年9月30日）朝鮮民主主義人民共和国（北朝鮮）軍官、政治人物。朝鲜人民军大将。
1907年中国東北出生。1933年参加金日成领导的抗日武装斗争。任东北抗日联军第1路军总部军医处处长，苏联红军远东方面军第88独立步兵旅排长。1945年8月日本战败投降后回国。1953年任北朝鮮駐中国大使。1958年任朝鮮人民軍总政治局長、朝鮮人民軍中将军衔。1961年人祖国平和統一委員会中央委員。同年当选朝鮮劳动党中央委員、书记局书记。1970年当选最高人民会議常任委員会副委員長。1972年当选最高人民会議常設会議議員。1977年任朝鲜人民軍总政治局長、晋升为大将军衔。